# Lago di San Giovanni Incarico
Il lago di San Giovanni Incarico è un lago artificiale del Lazio.

## Geografia fisica
Il lago si trova nella parte meridionale della Valle del Liri nel  Lazio.

## Storia
Si è formato a metà degli anni Quaranta, in conseguenza dalla costruzione di una diga per una centrale idroelettrica sul fiume Liri.
Dal 1997 fa parte della Riserva naturale Antiche Città di Fregellae e Fabrateria Nova e del Lago di San Giovanni Incarico.